# Fasori református templom
A fasori református templom és a hozzá kapcsolódó paplak (parókia) Budapest VII. kerületében a Városligeti fasor délkeleti oldalán áll, tervezője Árkay Aladár. A telket az utcától terméskő-fém anyagú, két részből álló kerítés választja el, amelynek szakaszai ívesen kanyarodnak be a közvetlenül a járdára nyíló főhomlokzathoz.
A templom melletti – parókia előtti – kertben áll alistáli Laky Adolf szobra, Reith Béla szobrász műve.

## Leírása
A főhomlokzat középső háromszögű oromzatában ötös résablaksor található. Dobozszerű kapuépítmény áll a főhomlokzat középső része előtt, középen csúcsíves kapunyílással. A templomteret óriási félköríves termálablak világítja meg, ami a kapunyílás felett helyezkedik el. A főhomlokzat aszimmetrikus kialakítású, mivel középső részét baloldalt négyzetes alaprajzú és magasabb, jobboldalt pedig íves alaprajzú, alacsonyabb torony fogja közre. A nagytornyot magas gúlasisak, a kistornyot kettős kúpsisak fedi le. A többi templomhomlokzat építészeti kialakítása hangsúlytalanabb, a tömör falfelületeket – a két másik termálablak kivételével – egyenes és parabolikus lezárású ablakok törik át.
A kapu a haránt irányú tengelyű előcsarnokba nyílik, a templombelső görögkereszt alaprajzú centrális tér, melyet egy 13,7 méter átmérőjű félgömbkupola fed le. A középső térhez rövid, harántdongákkal fedett keresztszárak – amelyek három hatalmas kapu formájú festett üvegablakon keresztül kapják a fényt – csatlakoznak. A keresztszárakban az emeleten karzatok kaptak helyet, közülük a bejárattal szemközti az orgonakarzat. Az orgonakarzat alatti tömör falfelület középső szakaszán található félköríves falfülke ad helyet a liturgikus tér eszmei középpontjának: a két oldalról félköríves lépcsővel megközelíthető szószéknek, előtte az Úrasztallal. A szószék fölötti, modern vonalú orgona mintegy megkoronázza az egész együttest. Geometrikus stukkómotívumok díszítik a belső tér építészetileg hangsúlyos részeit: karzatmellvédek, dongahevederek, szószékfülke hátfala. Az asztalosmunkákat Kovács Zsigmond, míg a lakatos- és fémmunkákat Miákits Károly készítette, beleértve a míves világítótesteket is. A magyar népművészet ihlette pirogránit burkolat a pécsi Zsolnay-gyárban készült, a festett üvegablakokat pedig a neves üvegfestő-művész Róth Miksa alkotta. A padok, stallumok, fém világítótestek, a díszburkolat, valamint a színes üvegablakok is a tervező Árkay Aladárnak a belső egységes ornamentikájának kialakítására törekvő talentumát tanúsítják. A templom építészeti összhatásához a magas színvonalú szakipari és művészi munka jelentősen hozzájárul. Minden nemes anyagból készült: márványból, bronzból, kerámiából, fából, üvegből. Áhítatot sugároz a forma és anyag harmóniája. A méretek impozánsak, a templom mintegy ezer hívő befogadására alkalmas.
A templom keleti sarkához az egyemeletes L alaprajzú lelkészlak csatlakozik. Földszintjén található a gyülekezeti terem, valamint a lelkészi hivatal. Az emeleten és a tetőtérben egy-egy szolgálati lakás kapott helyet.
Az épület mögött helyezkedik el a Julianna Református Általános Iskola.

## Képgaléria

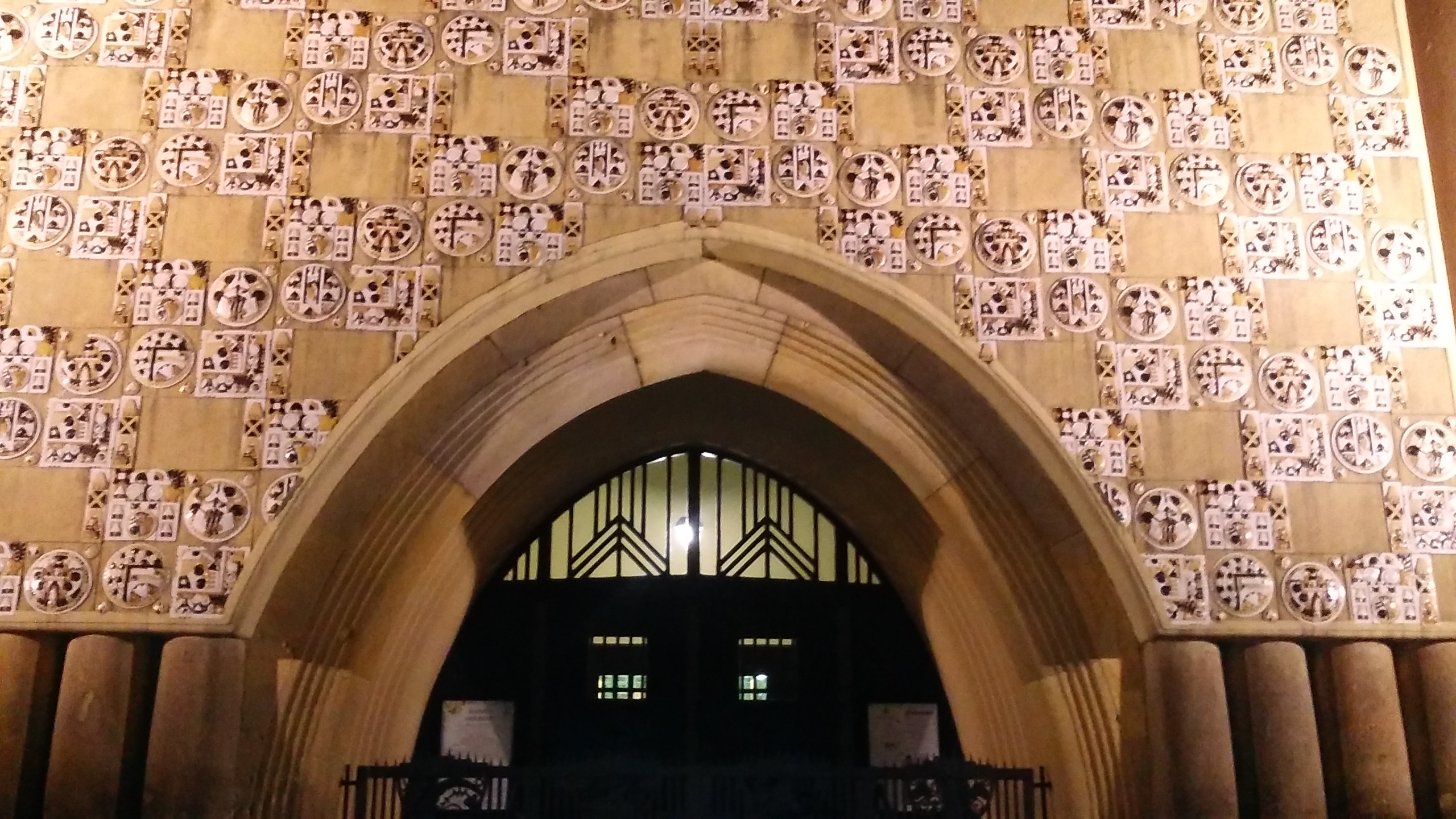
A templom homlokzati részlete
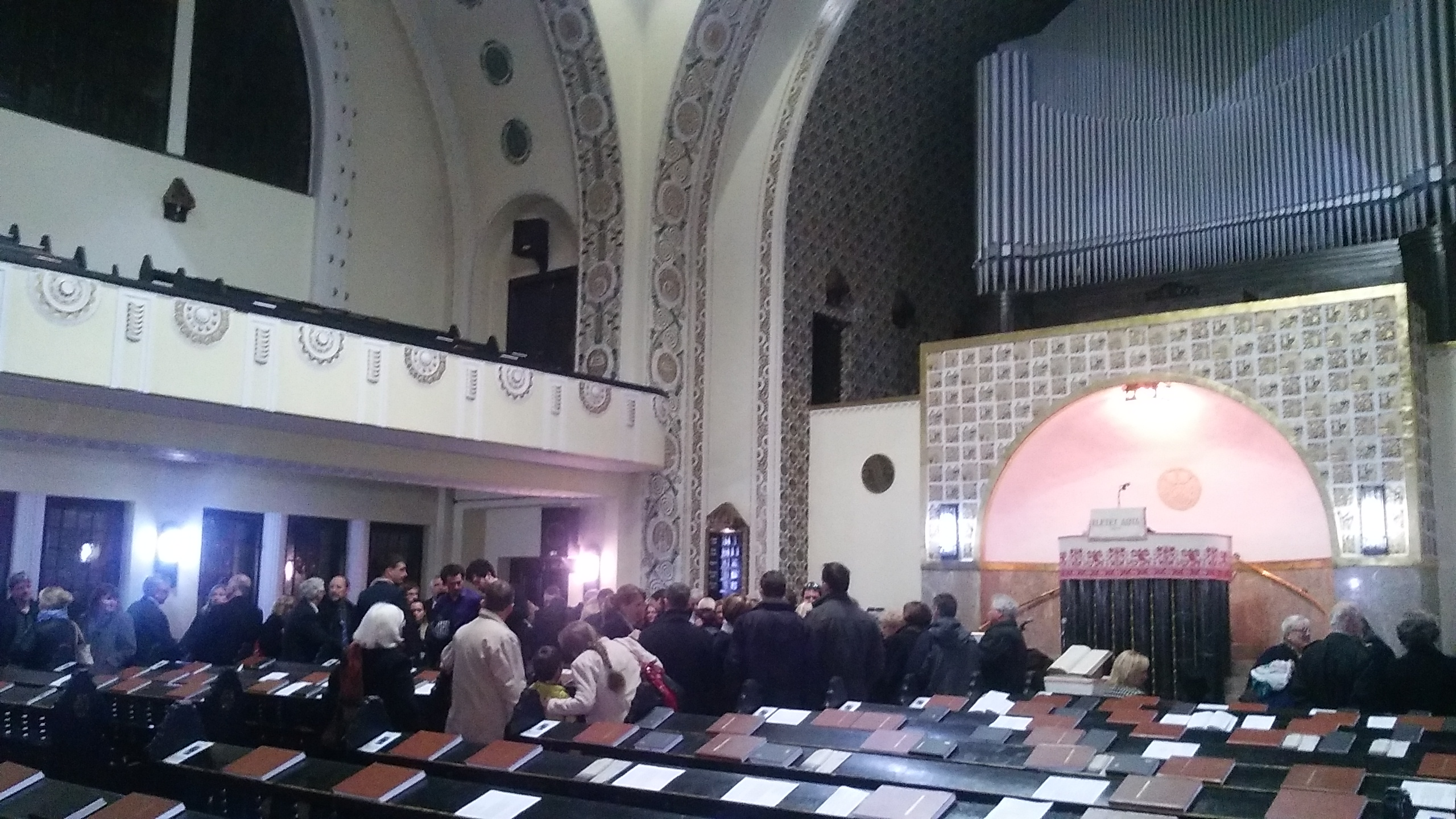
A templom belső tere
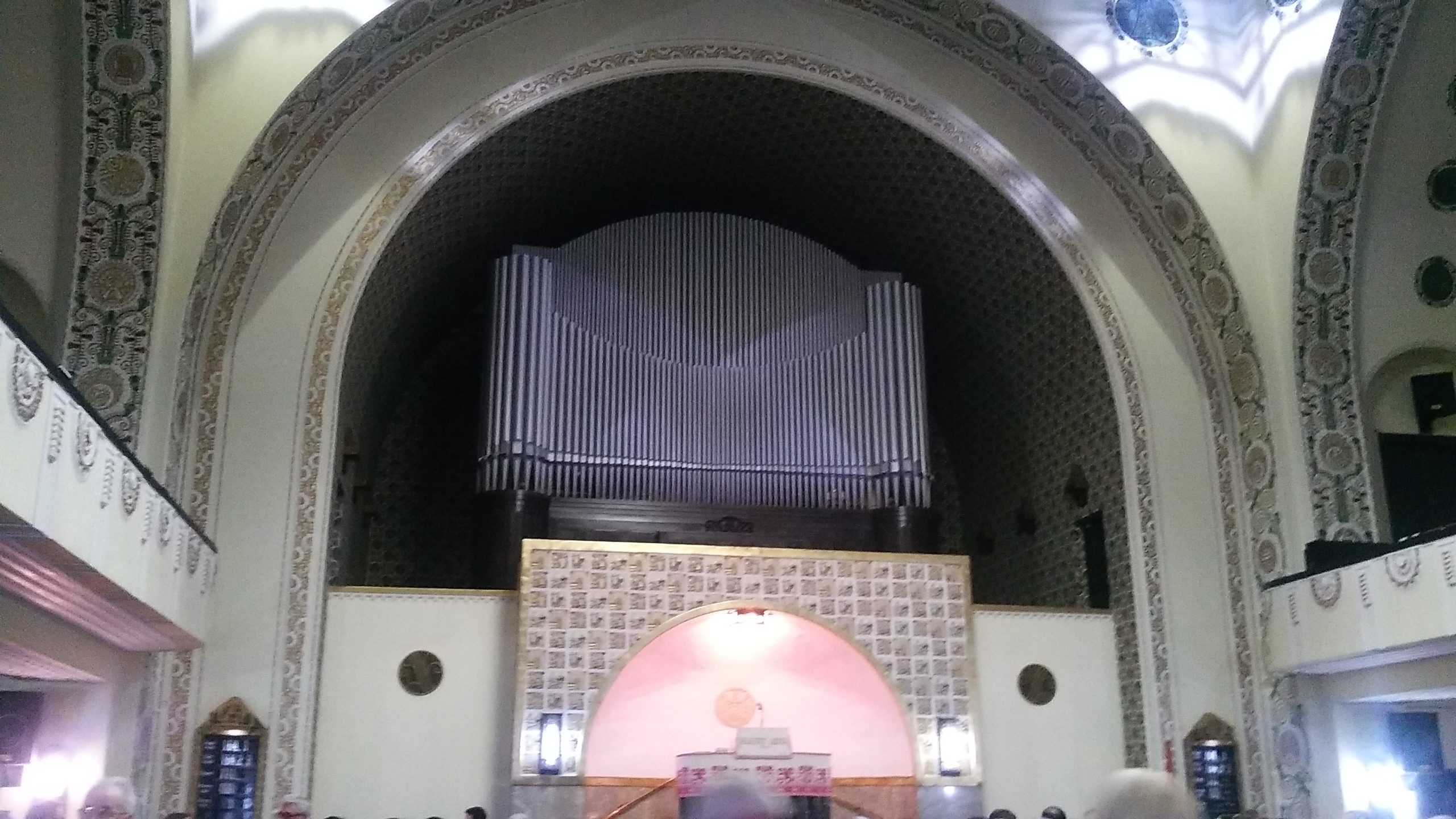
A templom liturgikus tere
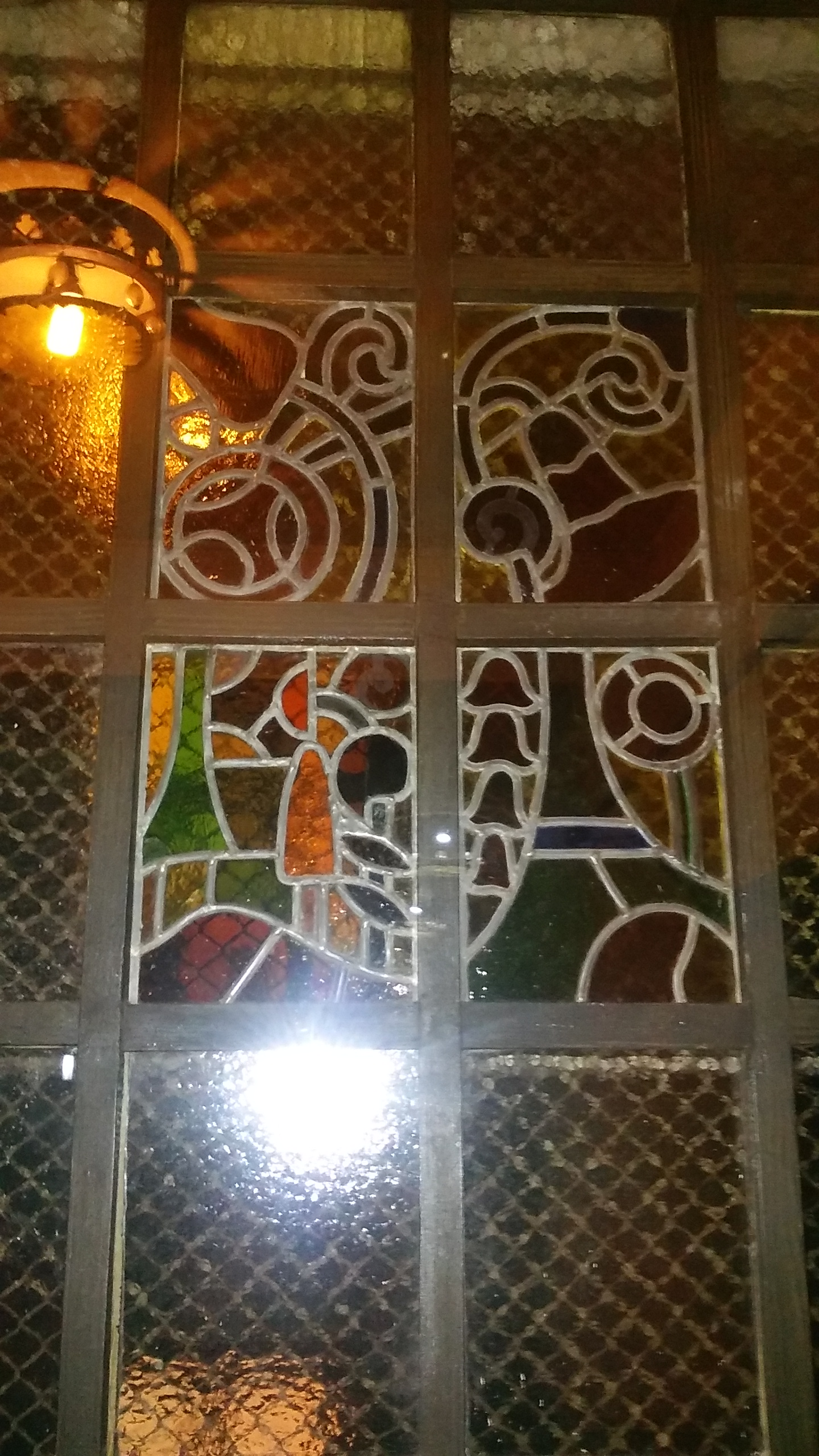
A templom egyik díszes üvegablaka
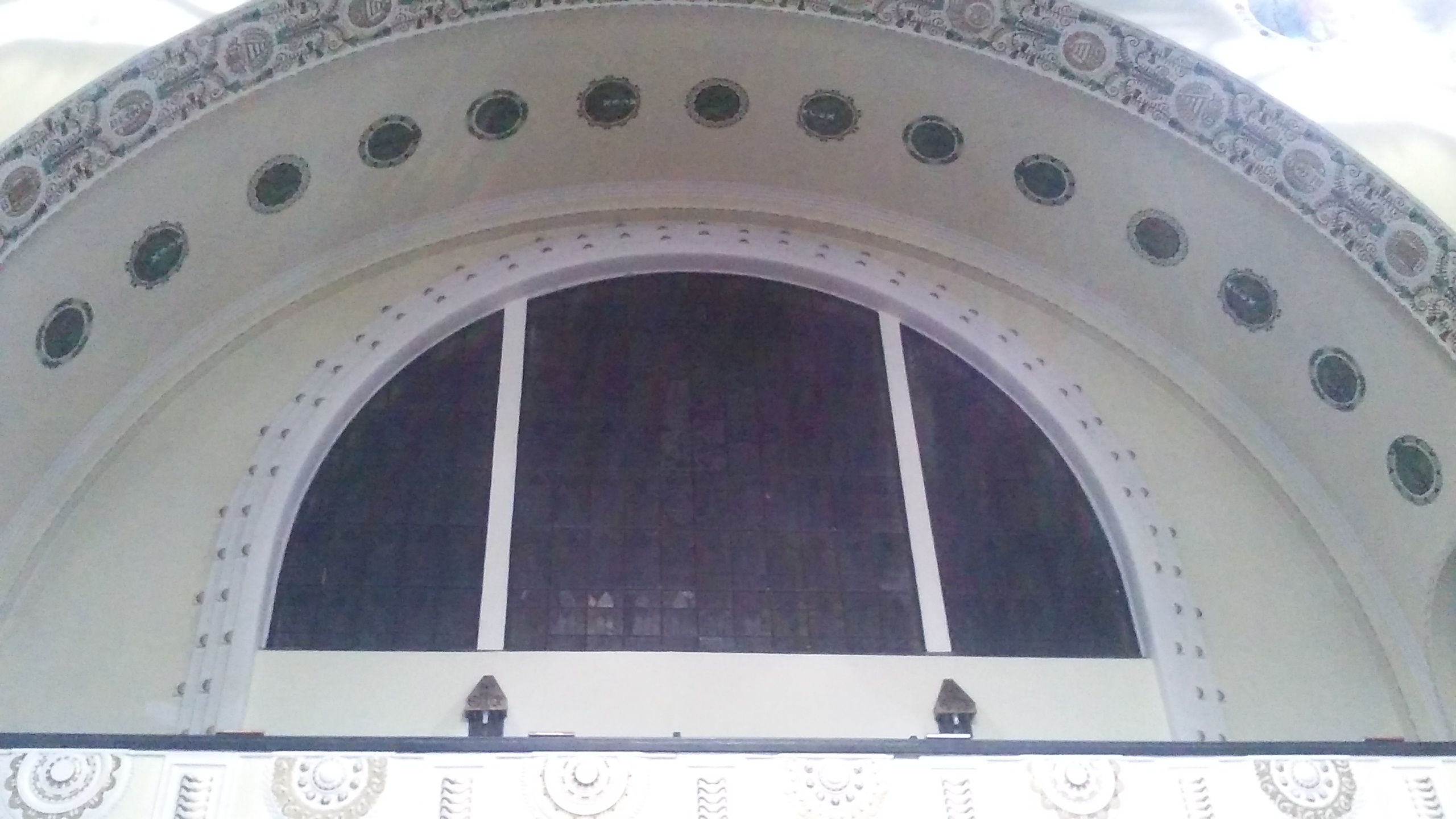
A templom belső terének részlete
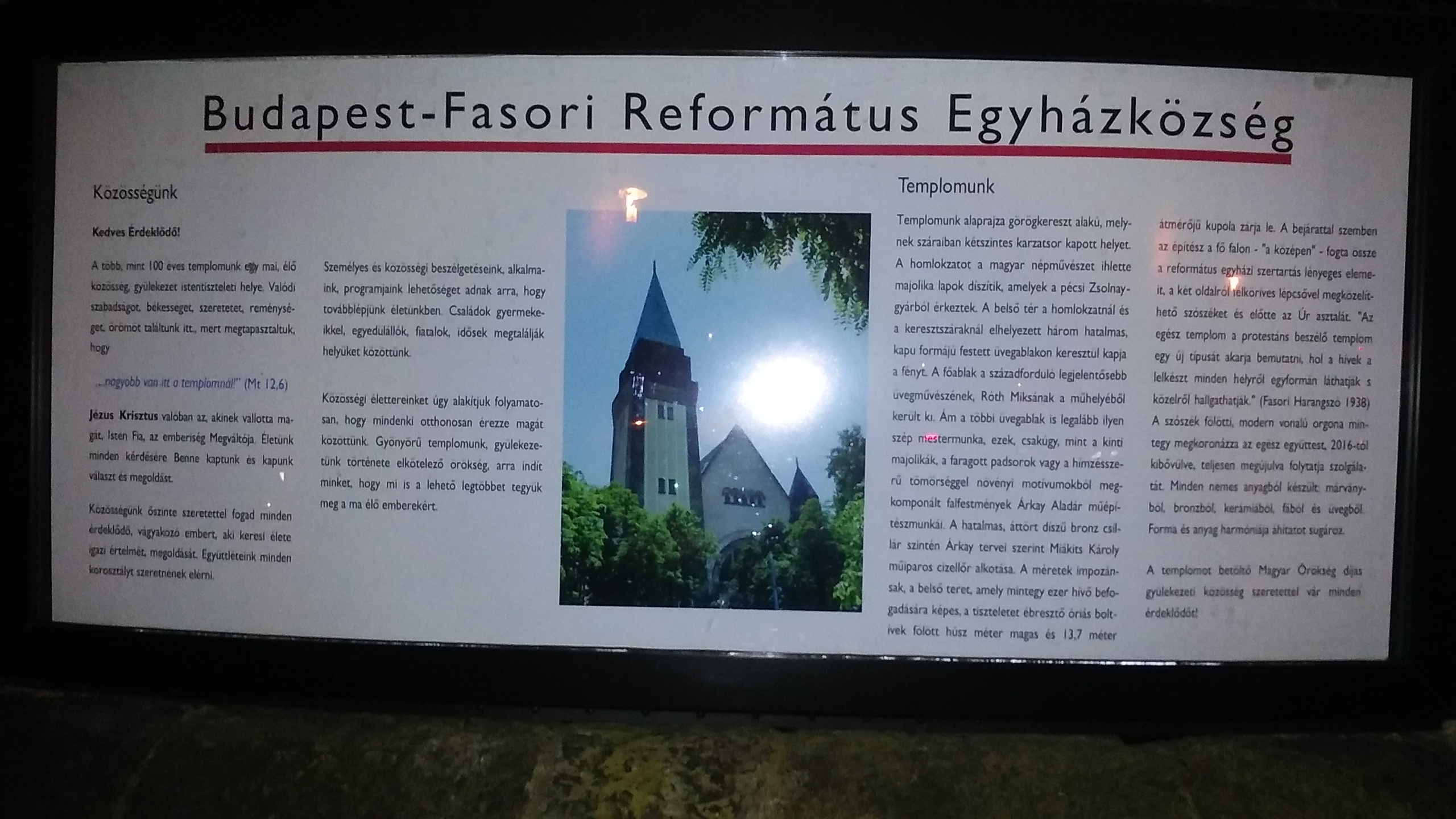
A templom ismertető táblája az előtéérben